# Equation Group
англ. Equation Group, англ. EquationAPT (буквально: укр. угрупування рівняння) — одне із найпотужніших угрупувань типу розвиненої сталої загрози, що діє, щонайменше, починаючи з 2001 року. Група була виявлена російською фірмою Лабораторія Касперського в ході розслідування групи англ. Regin.
Лабораторія Касперського обрала саме таку назву виявленому угрупуванню через методичне використання алгоритмів шифрування з певними особливостями реалізації у використаних нею зразках шкідливого програмного забезпечення.
Попри відсутність доконаних доказів, з огляду на певні збіги між використаним цим угрупуванням програмного забезпечення та відомими зразками Stuxnet і Gauss, угрупування Equation пов'язують з урядовими структурами Сполучених Штатів Америки, а саме — Агентством національної безпеки.
Станом на 2015 рік Лабораторія Касперського виявила близько 500 вражених угрупуванням комп'ютерних систем в 42 країнах. Виявити справжню кількість жертв складно, оскільки використане угрупуванням шкідливе ПЗ може «самознищуватись». Жертви угрупування знаходились на той час переважно в таких країнах, як Іран, Росія, Пакистан, Афганістан, Індія, Сирія, та Малі.

## Злам
13 серпня 2016 року досі невідоме угрупування, яке назвало себе англ. The Shadow Brokers, розмістило в репозиторії GitHub, сайті PasteBin а також в соціальних мережах Twitter й Tumblr повідомлення про успішний злам інформаційних систем й викрадення даних угрупування Equation Group]]. Частина викрадених файлів була викладена у відкритий доступ, а частину новоявлена група розмістила на аукціон, з початковою ставкою 1 млн біткойнів (близько 568 млн долларів). Серед викладених у відкритий доступ файлів знаходились скрипти для установки й налаштування серверів управління шкідливим ПЗ, а також інструменти для атаки на окремі мережеві маршрутизатори й екрани. Назви деяких з цих інструментів збігаються з інструментами, згаданими в документах, викрадених перебіжчиком до Росії Едвардом Сноуденом.